# Viva Madrid, que es mi pueblo
Viva Madrid, que es mi pueblo es una película española de 1928, dirigida por Fernando Delgado.

## Sinopsis
Las relaciones entre el estudiante Luis Romero (el matador Marcial Lalanda) y dos mujeres, la ingenua muchacha de su pueblo (Carmen Viance), y la mujer fatal (Celia Escudero), amante del famoso torero Pepe Reyes (Alfonso Orozco). Seducido por la mujer veleidosa, Luis olvida sus estudios y se dedica al toreo. La tarde de su alternativa, en un momento crucial de la faena, tendrá que decidir si le hace un quite a su rival o lo deja a merced de las astas del morlaco.

## Comentarios
El torero Marcial Lalanda financió y protagonizó la película como regalo de bodas para su hermana Rosa y su futuro cuñado, el actor Alfonso Orozco Romero, que figura como titular de la productora.
Algunas escenas de una corrida de toros se rodaron en la plaza de Chinchón. La plaza cuyo exterior vemos en varias ocasiones es la antigua plaza de toros de Goya (Madrid).